# Reciproká rovnice
Reciproká rovnice je taková rovnice, jejíž levou stranu tvoří reciproký polynom. Ten je charakteristický symetričností svých koeficientů. První je stejný (popř. opačný) jako poslední, druhý je stejný (popř. opačný) jako předposlední atd. Je zřejmé, že máme-li reciproký polynom sudého stupně (tedy má lichý počet členů), existuje zde prostřední koeficient, ke kterému neexistuje symetrický člen.
Jsou-li si symetrické koeficienty rovny, jedná se o rovnici prvního druhu. Jsou-li však symetrické koeficienty opačné, jedná se o rovnici druhého druhu. Dále podle stupně polynomu rozlišujeme rovnici sudého a lichého stupně.

## Definice
Nechť je dán reciproký polynom  {\displaystyle f(x)=a_{n}x^{n}+a_{n-1}x^{n-1}+\ldots +a_{1}x+a_{0}\,,\,\,a_{n}\neq 0.}
Pak výraz  {\displaystyle f(x)=0}  nazýváme
- reciproká rovnice 1. druhu jestliže  {\displaystyle a_{k}=a_{n-k}\,,\,\,k=0,1,\ldots ,n}
- reciproká rovnice 2. druhu jestliže  {\displaystyle a_{k}=-a_{n-k}\,,\,\,k=0,1,\ldots ,n}
- reciproká rovnice sudého stupně pro sudé n
- reciproká rovnice lichého stupně pro liché n

Příklad:
a) reciproká rovnice 1. druhu, sudého stupně:  5x4 − 7x3 + 3x2 − 7x + 5 = 0

b) reciproká rovnice 2. druhu, lichého stupně:  6x3 − 2x2 + 2x − 6 = 0

## Metody řešení
- každá rec. rovnice 2. druhu, lichého stupně má kořen c = 1. Pokud ji vydělíme dvojčlenem (x−1), dostaneme rec. rovnici 1. druhu, sudého stupně
- každá rec. rovnice 1. druhu, lichého stupně má kořen c = −1. Pokud ji vydělíme dvojčlenem (x+1), dostaneme rec. rovnici 1. druhu, sudého stupně
- rec. rovnici 1. druhu, sudého stupně n lze převést na algebraickou rovnici polovičního stupně dělením výrazem  {\displaystyle x^{n/2}}  a substitucí:

{\displaystyle y=x+{\dfrac {1}{x}}}
{\displaystyle y^{2}-2=x^{2}+{\dfrac {1}{x^{2}}}}
{\displaystyle y^{3}-3y=x^{3}+{\dfrac {1}{x^{3}}}}
{\displaystyle y^{4}-4y^{2}+2=x^{4}+{\dfrac {1}{x^{4}}}}
Z výše uvedených skutečností je zřejmé, že je-li číslo c řešením rec. rovnice, pak je také číslo 1/c jejím řešením.
Reciproké rovnice lze těmito metodami řešit do určitých stupňů:
- rovnice 2. druhu do 10. stupně,
- rovnice 1. druhu do 9. stupně.

## Příklad
{\displaystyle x^{5}-11x^{4}+17x^{3}+17x^{2}-11x+1=0} … rovnice 1. druhu, lichého stupně – kořen  {\displaystyle x_{1}=-1}.
Vydělením rovnice dvojčlenem (x+1) dostaneme rovnici
{\displaystyle x^{4}-12x^{3}+29x^{2}-12x+1=0} … rovnice 1. druhu, sudého stupně – řešení substitucí
{\displaystyle x^{4}-12x^{3}+29x^{2}-12x+1=0\quad /{\dfrac {1}{x^{2}}}}
{\displaystyle x^{2}-12x+29-12{\dfrac {1}{x}}+{\dfrac {1}{x^{2}}}=0}
{\displaystyle (x^{2}+{\dfrac {1}{x^{2}}})-12(x+{\dfrac {1}{x}})+29=0\qquad |}  substituce    {\displaystyle y=x+{\dfrac {1}{x}}\qquad y^{2}-2=x^{2}+{\frac {1}{x^{2}}}}

{\displaystyle y^{2}-2-12y+29=0\qquad } … řešení této kvadratické rovnice jsou  {\displaystyle y_{1}=9,\,y_{2}=3}
Zpětné dosazení
- y1 = 9

9 = x + 1/x
x2 − 9x + 1 = 0
{\displaystyle x_{2,3}={\dfrac {9\pm {\sqrt {77}}}{2}}}
- y2 = 3

3 = x + 1/x
x2 − 3x + 1 = 0
{\displaystyle x_{4,5}={\dfrac {3\pm {\sqrt {5}}}{2}}}
Zadaná rovnice má pět kořenů:  {\displaystyle x_{1},x_{2},\ldots ,x_{5}.}